# Besarabske
Besarabske (ukrajinsky Бессарабське, rusky Тарутино – Tarutino, německy Tarutino, rumunsky Tarutina) je sídlo městského typu v Oděské oblasti na Ukrajině. K roku 2004 mělo přes šest tisíc obyvatel.

## Poloha a doprava
Tarutyne leží u západního okraje Oděské oblasti nedaleko moldavsko-ukrajinské hranice. Od Oděsy, správního střediska oblasti, je vzdáleno přibližně 120 kilometrů západně.

## Dějiny
Historicky byla oblast součástí Moldavského knížectví, spolu s kterým byla v 16.-18. století součástí periferie Osmanské říše. Začátkem 19. století přechází celé území zvané Budžak Bukurešťskou smlouvou  do vlastnictví ruského impéria. Car Alexandr I. Pavlovič následně pozval do nově dobytých území německé osadníky. V roce 1814 tak bylo německými přistěhovalci založeno Tarutino jako první německá kolonie v celé Besarábii a stalo se tak jednou z 24 mateřských kolonií, které zde Besarábští Němci měli. Jméno bylo zvolena k poctě bitvy u Tarutina, ke které došlo v rámci Napoleonova ruského tažení v roce 1812 u Tarutina v Kalužské gubernii a ve které Rusové nad Napoleonem zvítězili.
Protože byl v Tarutinu zřízen v roce 1826 týdenní trh, obec se dobře rozvíjela a rumunské sčítání lidu zde tak v roce 1930 uvádí přes 5,5 tisíce obyvatel, z toho 3,5 tisíce Němců a 1,5 tisíce Židů. Byla tak největším německým sídlem v Besarábii a také se zde nacházely dvě ze tří besarábských vyšších německých škol: Evangelicko-německé dívčí lyceum založené v roce 1878 a Evangelicko-německé chlapecké lyceum založené v roce 1906.
V roce 1918 se Tarutino stalo součástí Rumunského království. Po obsazení Besarábie Sovětským svazem v roce 1940 v důsledku Ribbentropova-Molotovova paktu se pod heslem Heim ins Reich  přesídlilo přibližně 1600 obyvatel zpět do Německé říše. V letech 1941–1944 drželo obec znovu Rumunsko, než se stala součástí Ukrajinské sovětské socialistické republiky.
V letech 1957–2020 bylo Tarutyne správním střediskem Tarutynského rajónu.
Dne 20. března 2024 Parlament Ukrajiny podpořil přejmenování obce na Besarabské. Konečná změna proběhla 19. září 2024 po hlasování.

### Rodáci
- Lev Izrailevič Gutenmacher (1908–1981), sovětský matematik a informatik
- Israel Gohberg (1928–2009), sovětsko-izraelský matematik
- Lucian Pintilie (1933–2018), rumunský filmový režisér a scenárista